# Heliconia psittacorum
Espèce
Classification phylogénétique
Synonymes
Selon World Checklist of Selected Plant Families (WCSP) (24 mars 2012) :
- Heliconia andrewsii Klotzsch (1847)
- Heliconia bahiensis Barreiros (1978)
- Heliconia ballia Rich.(1792)
- Heliconia brasiliensis var. concolor Petersen (1890)
- Heliconia cannoidea A.Rich. (1831)
- Heliconia goiasensis Barreiros (1976)
- Heliconia hirsuta var. cannoidea (A.Rich.) Baker (1893)
- Heliconia humilis (Aubl.) Jacq. (1797)
- Heliconia marantifolia G.Shaw (1796)
- Heliconia psittacorum var. rhizomatosa Aristeg. (1961)
- Heliconia psittacorum var. robusta Eichler ex Petersen (1890)
- Heliconia psittacorum var. spathacea Eichler ex Petersen (1890)
- Heliconia schomburgkiana Klotzsch (1847)
- Heliconia swartziana Roem. & Schult. (1819)
- Heliconia sylvestris (Gleason) L.B.Sm. (1939)
- Bihai psittacorum (L.f.) Kuntze (1891)
- Bihai cannoidea (A.Rich.) Kuntze (1891)
- Bihai humilis (Aubl.) Griggs (1904)
- Bihai sylvestris Gleason (1925)
- Musa humilis Aubl. (1775), nom. rej.

Heliconia psittacorum est une espèce de plantes à fleurs de la famille des Heliconiaceae. C'est une plante ornementale vivace d'origine néotropicale.
L'épithète spécifique psittacorum provient du latin psittacus, le perroquet, en référence à ses fleurs colorées.
En Guyane, on le connaît sous les noms de Petit balisier [ti-balizié] (Créole), Wakaa kig (Palikur), Pacova-catinga (Portugais)
Au Suriname, on l'appelle Popokai-tongo (Sranan tongo), Papegaaietong, Papegaybek (Hollandais du Suriname), Kulewako anuru, Koerewako anoeroe (Caraibe).
Dans les Antilles, on le nomme Z'yeux à crabe, Petit balisier, Bec de perroquet.

## Description
Heliconia psittacorum est une plante herbacée petite à moyenne, haute de 0,5 à 1,50(−2) m.
Le limbe des feuilles est de forme étroite oblongue-elliptique à linéaire, à l'apex atténué ou acuminé, à base obtuse à aiguë, rarement atténuée (parfois oblique), et mesurant (25-)40-55(-60) x 1,3-10(-12) cm.
Le pétiole est long de 1 à 25 cm.
L'inflorescence dressée est longue de 6-10(-14) cm.
Le pédoncule est glabre long de 15 à 55 cm.
Le rachis est glabre, souvent un peu flexueux, et épais de 0,1-0,2 cm.
On compte (2)3-5(-6) bractées distiques, de couleur rouge orangé, parfois roses à lilas ou vertes, à surface cireuse glabre, modérément espacées, en forme de carène étroite, insérées sur le rachis à un angle de 10°-45°(-90°).
La bractée basale mesure (6,5-)8,5-12(-17) x (0,2-) 0,4-0,7 cm
, la deuxième bractée (4,5-)6-8(-9) x 0,4-0,6(-0,7) cm, 
et la troisième bractée 5-7(-8) x 0,4-0,6(-0,7) cm.
Le premier entre-nœud mesure (2-)2,5-3(-3,8) cm, 
et le deuxième entre-nœud (1,5-)2-2,5(-3) cm.
Les pédicelles sont généralement de couleur orange, longs de 0,7 à 1,8 cm.
Les bractéoles sont glabres, étroitement triangulaires, longues de 2,2 cm pour 0,7 cm de large, à apex aigu.
Les fleurs sont droites, glabres, de couleur orange, à tache verdâtre près de l'apex, et longues de 3-4(-5) cm.
Le staminode est convexe à wikt:condupliqué, brièvement wikt:cuspidé, et long de 0,6-1,4 cm pour 0,1-0,3 cm de large.
Le fruit est une capsule subglobuleuse, glabre, portée par un pédicelle glabre atteignant 2,2 cm, de couleur jaune à orange, devenant bleuâtre à maturité, et mesurant jusqu'à 0,9 cm de diamètre,.
On note une assez forte variabilité des inflorescences en forme et en couleurs, parfois au sein d'une même population.

## Répartition
Heliconia psittacorum est largement répandu des Petites Antilles, l'Amérique centrale et l'Amérique du Sud tropicale, mais est absente de l'ouest du bassin amazonien.
Il est très commun dans les Guyanes.

## Écologie
Heliconia psittacorum est une plante herbacée aux fleurs vivement colorées  orange à rose, abondante généralement sur les sols inondables, dans les savanes humides et autres milieux ouverts, parfois aussi dans les zones forestières, au Venezuela autour de 0–1 200 m d'altitude.
Elle est pollinisé par des colibris comme le Mango à cravate noire ou l’Ariane de Linné.

## Utilisation
Le cultivar "Golden torch", un hybride entre Heliconia psittacorum L. f. et Heliconia spathocircinata Aristeguieta, est cultivé comme plante ornementale, et peut s'échapper et devenir envahissant.
Heliconia psittacorum est associé à Bidens cynapiifolia pour préparer un remède Palikur contre les fièvres paludique. Les Palikur de Guyane et les Tiriyó du Suriname et du Nord du Pará (Brésil), s'en servent aussi pour apaiser les douleurs articulaires, les crampes ou les rhumatismes,.

## Histoire naturelle
En 1775, le botaniste Aublet rapporte ceci : 

« MUSA {humilis) vaſculis coccineis, quinque aut ſex-floris, fructu trigono, violaceo.

Bihai cannacori folio anguſtiore & acuminato ; florum vaſculis anguſtis, coccineis.

Cette plante est connue ſous le nom de PETIT BALISIER. Elle croit abondamment dans les ſavanes de la crique fouillée de l'île de Caïenne, & dans celles de la Guiane. »

— Fusée-Aublet, 1775.